# 枫露茶事件
枫露茶事件是指小说《红楼梦》中的一个情节。故事发生在120回通行本中的第八回。

## 原委
在第八回中，贾宝玉喝了酒，从梨香院回到绛芸轩，他接过丫鬟茜雪递来的茶，想起早间泡起的枫露茶来，
|  | 便问茜雪道：“早起沏了一碗枫露茶，我说过，那茶是三四次后才出色的，这会子怎么又沏了这个来？”茜雪道：“我原是留着的，那会子李奶奶来了，他要尝尝，就给他吃了。” |

贾宝玉听罢，将茶杯一摔，砸了粉碎，泼了茜雪一裙子的茶。又跳起来问著茜雪道：
|  | “他是你那一门子的奶奶，你们这么孝敬他？不过是仗着我小时候吃过他几日奶罢了。如今逞的他比祖宗还大了。如今我又吃不着奶了，白白的养著祖宗作什么！撵了出去，大家干净！” |

不料后来被撵出去的不是李奶奶而是茜雪。通行本中在此之后再也没有出现过茜雪。

## 推测
通过《脂砚斋重评石头记》在第二十回的批语：
|  | 庚辰眉批：茜雪至“狱神庙”方呈正文。……“狱神庙慰宝玉”…… |

一些红学家探佚认为茜雪将在曹雪芹原版红楼梦中的狱神庙与贾宝玉见面，且茜雪不计前嫌探望困在狱神庙里的贾宝玉。